# Indústria del petroli

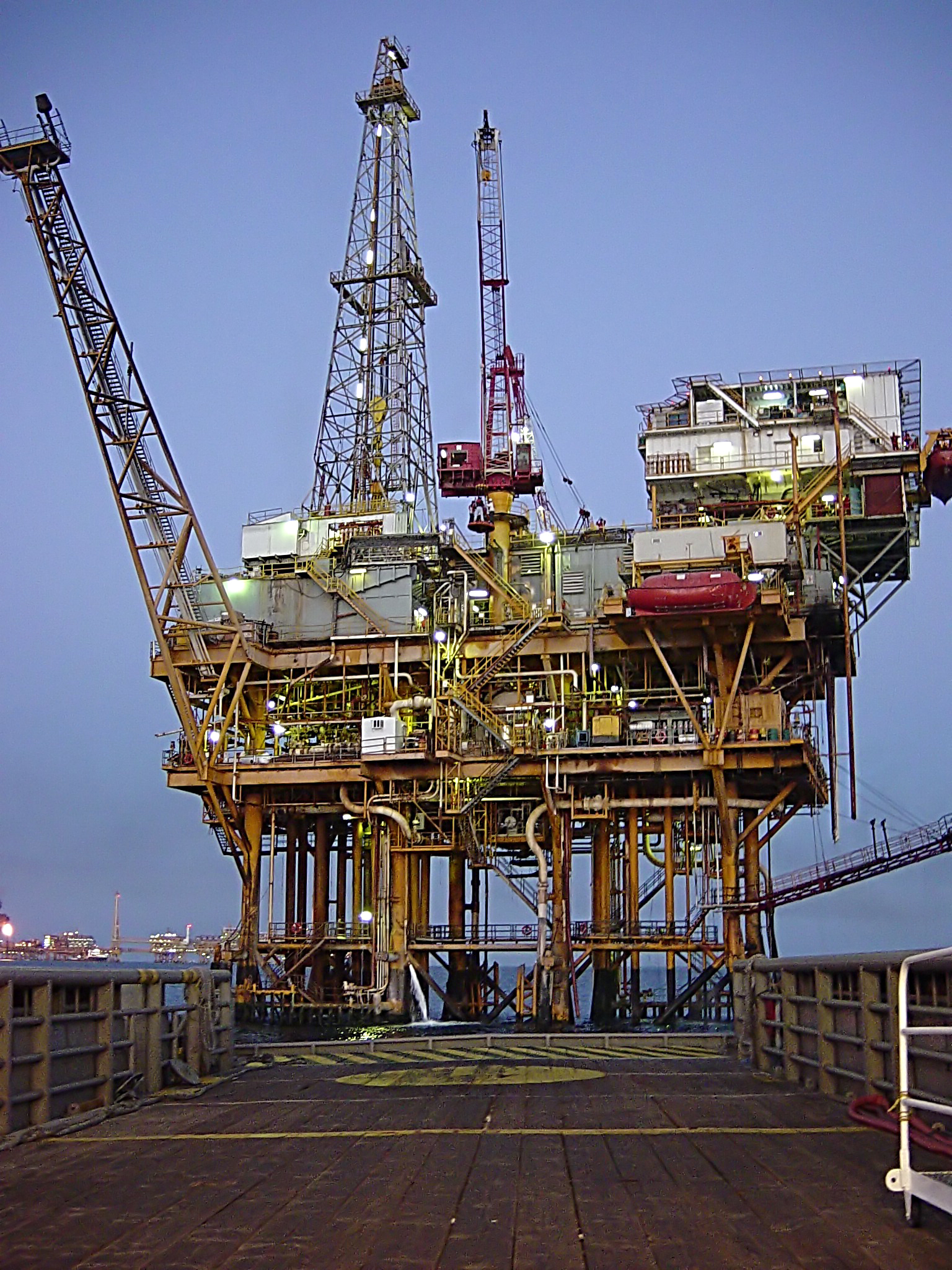
Plataforma petroliera de perforació en aigües profundes del Golf de Mèxic.

La indústria petroliera inclou processos globals d'exploració, extracció, refinament, transport (sovint a través de vaixells petroliers i oleoductes) i màrqueting de productes del petroli. Els productes de més volum en la indústria són combustibles (fueloil) i gasolina. El petroli és la matèria primera de molts productes químics incloent productes farmacèutics, dissolvents, fertilitzants, pesticides i plàstics.
La indústria del petroli es divideix normalment en tres fases:
1. "Upstream": Exploració i producció.
2. "Midstream": Transport, processos i emmagatzematge.
3. "Downstream": Refinament, venda i distribució.

Les operacions mitjanes generalment s'inclouen en la categoria final.
El petroli és un producte essencial per a moltes indústries, i és de vital importància per al manteniment de la mateixa civilització industrialitzada, per la qual cosa es considera una indústria crítica en la majoria de les nacions. El petroli alimenta un percentatge molt alt del consum d'energia del món, entre el 32% d'Europa i Àsia fins al 53% de l'Orient Mitjà. En altres regions geogràfiques el pes energètic del petroli és el següent: Amèrica del Sud i Amèrica Central (44%), Àfrica (41%) i Amèrica del Nord (40%).
El món en general consumeix 30 bilions de barrils (4.8 km3) de petroli per any, i els majors consumidors són en la seva majoria el grup de nacions més desenvolupades. De fet, el 24% del petroli consumit l'any 2004 s'atribueix als Estats Units completament.
La producció, distribució, refinació i venda del petroli, considerades en conjunt, representen la indústria més gran en termes de valor monetari a la Terra.

## Història

### Formació natural del petroli
El petroli és un compost líquid que es forma de manera natural i que es troba en formacions rocoses. Consisteix en una barreja complexa d'hidrocarburs de diversos pesos moleculars, a més d'altres compostos orgànics. En general s'accepta que el petroli, igual com altres combustibles fòssils, es va originar a partir de restes riques en carboni de plantes i animals sotmeses a temperatura i pressió a l'escorça terrestre durant centenars de milions d'anys. Amb el temps, els residus descomposts van ser coberts per capes de fang i sediments, es van anar ensorrant més i, preservats entre estrats calents i a pressió, es van transformar gradualment en el que avui coneixem com jaciments de petroli.

### Història primerenca
El petroli ha estat utilitzat en tota la història de l'home com a combustible per a mantenir el foc i per a la guerra. La seva gran importància per a l'economia mundial es va desenvolupar, però, de manera molt lenta; fins ben entrat el segle xix la fusta i el carbó foren els principals combustibles utilitzats per a escalfar i cuinar i l'oli de balena el preferit per a la il·luminació.
Una primerenca indústria petroliera va aparèixer al segle viii quan els carrers de Bagdad van ser pavimentats amb quitrà derivat del petroli per mitjà de destil·lació destructiva. Al segle ix es van arribar a explotar camps petroliers a l'àrea propera a Bakú, a l'Azerbaidjan, per a produir nafta. Aquests camps van ser descrits per al-Masudi al segle x i al xiii per Marco Polo, el qual va compara aquests pous petrolífers a centenars de naus. El petroli també va ser destil·lat per ar-Razí al segle ix, que va produir compostos químics com el querosè a l'alambí. Aquest producte va ser utilitzat per a la il·luminació gràcies a la invenció paral·lela de les làmpades de querosè a la indústria de les làmpades d'oli.
La Revolució industrial va generar una necessitat creixent d'energia, que provenia principalment de carbó. D'altra banda es va descobrir que el querosè podia extreure's del petroli cru i que podia ser utilitzat com a combustible. El petroli va començar a tenir una forta demanda i al segle XX es va convertir en una de les principals matèries primeres del comerç mundial.

### Història moderna
La Rússia Imperial va produir 3.500 tones de petroli el 1825 i va doblar la seva producció a mitjans de segle. Després que la producció de petroli comencés en el que avui es coneix com a l'Azerbaidjan el 1848, dos grans oleoductes van ser construïts a l'Imperi Rus: un de 833 quilòmetres de longitud, la finalitat del qual era transportar el petroli des del mar Caspi fins al port de Batum al mar Negre (Oleoducte Bakú-Batumi) i un altre de 162 quilòmetres per a portar el petroli des de Txetxènia fins al Caspi.
Amb l'arribada del segle xx la producció de cru de l'Imperi Rus, que procedia gairebé íntegrament de la península d'Abseron, representava la meitat de la producció mundial i dominava els mercats internacionals. El 1884 ja s'havien posat en marxa gairebé 200 petites refineries als suburbis de Baku. D'altra banda, i com a efecte secundari d'aquest primerenc desenvolupament de la indústria petroliera, la península d'Abseron va emergir com un dels casos més antics i greus a nivell mundial de negligència mediambiental. El 1878 Ludvig Nobel i la seva companyia Branobel van revolucionar el transport de cru mitjançant la fabricació i posada en funcionament del primer petrolier a la mar Càspia.
Les primeres refineries de petroli modernes van ser posades en funcionament per Ignacy Łukasiewicz prop de Jasło (aleshores pertanyent al Regne de Galitzia i Lodomeria a Galitzia de l'Europa Central), avui Polònia, entre els anys 1854 i 1856. Tenien una mida reduïda, ja que la demanda de combustible refinat era encara petita. Tractaven el petroli per a la fabricació d'asfalt artificial i d'oli per a maquinària i lubricants, a més de per al combustible del llum de querosè d'Łukasiewicz. A mesura que els llums de querosè guanyaren popularitat, la indústria de refinament va créixer a la zona.
La primera refineria de grans dimensions va ser inaugurada el Ploieşti, Romania el 1856.
La perforació petroliera als Estats Units d'Amèrica es va iniciar el 1859 amb la primera perforació reeixida a Titusville, Pennsilvània. El primer quart del segle XX els Estats Units van superar a Rússia com a primer productor mundial de petroli. La segona perforació fora dels Estats Units d'Amèrica, va ser a Zorrita, Perú, el 1863, país on es va desenvolupar el segon pol de producció petroliera americana més important fins a la dècada de 1930.
A la dècada de l920 ja s'havien posat en funcionament camps petrolífers en molts països del món, com ara Canadà, Polònia, Suècia, Ucraïna, Estats Units i Veneçuela.
El 1947 la companyia Superior Oil va construir la primera plataforma petroliera marítima a la costa de Louisiana, al Golf de Mèxic.

### Corporacions
Durant la dècada dels anys 60, companyies multinacionals com ara Mobil, BP i Shell van tenir accés a més del 80 per cent de les reserves globals de gas natural i petroli. En l'actualitat les companyies multinacionals occidentals controlen només el 10 per cent del petroli mundial, mentre que un 77 per cent aproximadament està controlat per empreses estatals, segons un article escrit per Doug Young el novembre de 2007 a l'Institut James Baker de la Universitat Rice.

## Estructura de la indústria

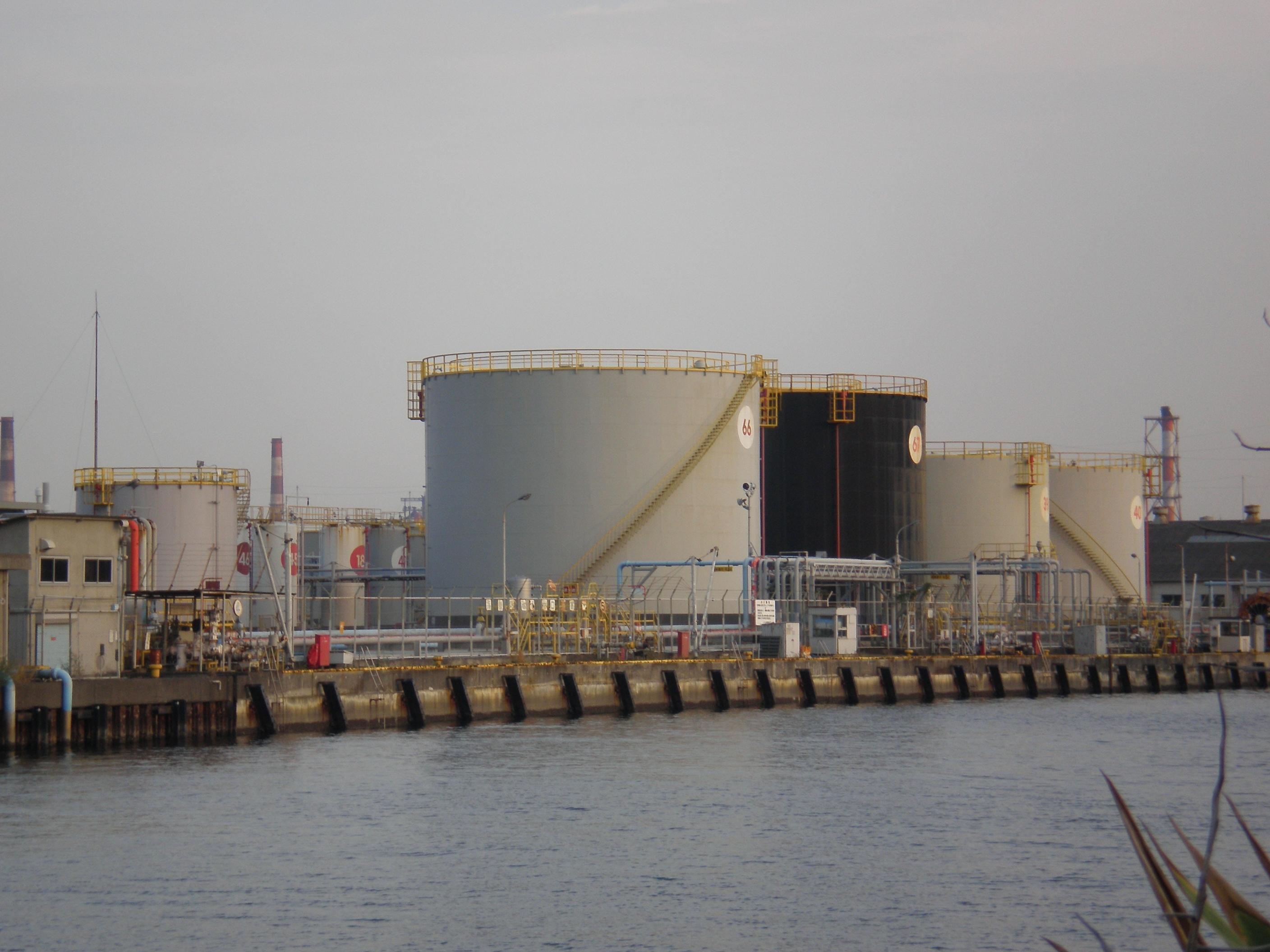
Tancs a Yokohama.

L'Institut Americà del Petroli divideix la indústria petroliera en cinc seccions:
- Upstream (exploració, desenvolupament i producció de cru i gas natural).
- Downstream (vaixells, refineries, venedors, detallistes i consumidors).
- Transport per oleoducte.
- Transport marí.
- Proveïdor i servei.

## Impacte ambiental i futura escassetat
Algunes operacions de la indústria petroliera han provocat contaminació d'aigües a causa de les deixalles o productes derivats de la refinació i també de vessaments de petroli.
La combustió de combustibles fòssils produeix gasos amb efecte d'hivernacle i altres contaminants de l'aire. Entre aquests hi ha òxids de nitrogen, diòxid de sofre, compostos orgànics volàtils i metalls pesants.
Com que el petroli és un recurs natural no renovable, la indústria s'enfronta a un inevitable esgotament de les reserves de petroli al món. La Revista Estadística d'Energia Mundial de 2007 editada per la companyia BP (The BP Statistical Review of World Energy 2007) va calcular la proporció entre reserves de petroli i producció tenint en compte les reserves mundials provades. Segons aquest estudi, la vida útil esperada de les reserves a l'Orient Mitjà seria de 79,5 anys, a Amèrica Llatina de 41,2 anys i a l'Amèrica del Nord de tan sols 12 anys. El significat del càlcul de la proporció entre les reserves de petroli provades i la producció global és que, mantenint els nivells actuals de producció, i sempre que no es descobreixin noves reserves de petroli, les reserves existents s'esgotaran en 40,5 anys.
En aquest ordre d'idees la teoria del pic de Hubbert és un model amb força acceptació sobre la taxa d'esgotament a llarg termini, tant del petroli com d'altres combustibles fòssils.
Segons un estudi realitzat per IBISWorld, els biocombustibles (primàriament l'etanol, però també el biodièsel) seguiran complementant el petroli, tot i que els nivells de producció són baixos i no desplaçaran la producció local de petroli. L'etanol es considera un producte amb un impacte mediambiental baix i als Estats Units podria contribuir a la reducció de la dependència del petroli importat. En aquest sentit la majoria de l'etanol consumit als Estats Units (més del 90%) es combina amb gasolina per produir un combustible compost en un 10% per etanol, combustible en el qual s'utilitza l'etanol per a augmentar la quantitat d'oxigen total de la mescla.